# Munitionspanzer 38(t)
Munitionspanzer 38(t) (Sd.Kfz.138) – niemiecki transporter amunicyjny na podwoziu i kadłubie działa samobieżnego Grille, używany w trakcie II wojny światowej.

## Historia
Jedną z głównych wad dział samobieżnych Grille była stosunkowo niewielka ilość amunicji przewożonej wewnątrz pojazdu. Aby poprawić ich zaopatrzenie w amunicję na polu walki postanowiono zbudować transporter amunicyjny na tym sam podwoziu i kadłubie. Przewoził on 40 sztuk amunicji do działa 15 cm sIG 33 L/11 kal. 150 mm. Dzięki identycznej budowie nie było problemu z obsługą pojazdów i szkoleniem załóg. Transportery te miały dodatkowe pojemniki amunicyjne, które można było w każdej chwili zdemontować, a w ich miejsce zainstalować działo. W ten sposób można było przekształcić transporter amunicyjny w działo samobieżne nawet w warunkach polowych, dzięki czemu jednostka miała źródło zapasowych podwozi na czas naprawy uszkodzonych dział. Pierwsze 10 pojazdów zbudowano w listopadzie 1943 r., używając podwozi wersji Ausf.H z silnikiem z tyłu. Następne 93 pojazdy powstały w pierwszej połowie 1944 r. w oparciu o podwozia Ausf.M.